# Liste der Stolpersteine in Gamle Oslo

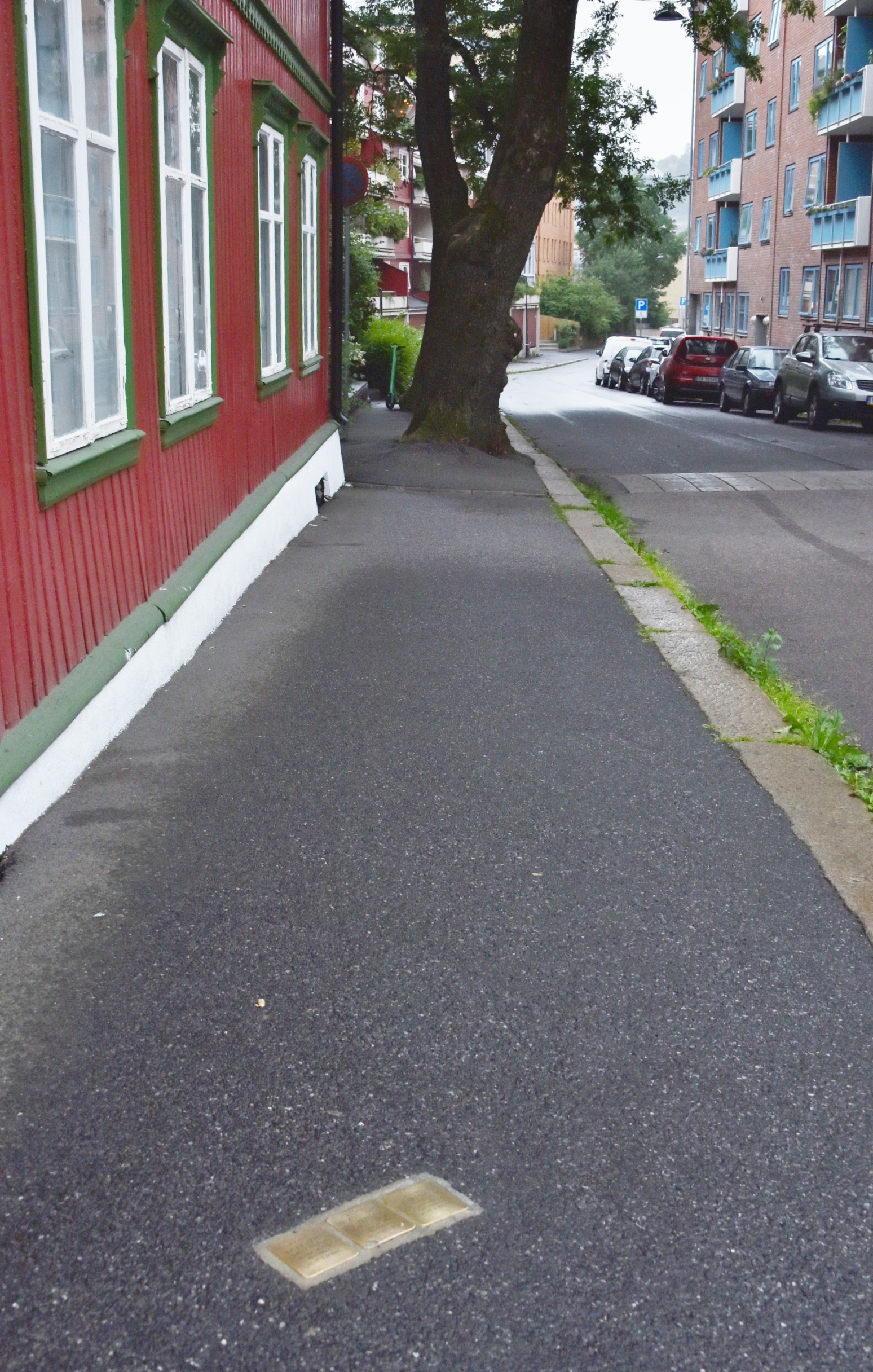
Stolpersteine in Gamle Oslo

Die Liste der Stolpersteine in Gamle Oslo listet alle Stolpersteine in Gamle Oslo  auf, einem Innenstadtbezirk der norwegischen Hauptstadt Oslo. Stolpersteine erinnern an das Schicksal der Menschen, die von den Nationalsozialisten ermordet, deportiert, vertrieben oder in den Suizid getrieben wurden. Die Stolpersteine wurden vom deutschen Künstler Gunter Demnig konzipiert und werden zumeist von ihm selbst verlegt. Im Regelfall liegen die Stolpersteine vor dem letzten selbstgewählten Wohnort des Opfers. Stolpersteine werden auf Norwegisch snublesteiner genannt.
Nahezu alle Stolpersteine dieses Stadtteils sind jüdischen Opfern gewidmet. Die einzige Ausnahme in diesem Stadtbezirk ist der Widerstandskämpfer Ottar Lie, für den im August 2017 ein Stolperstein verlegt wurde. Die ersten Verlegungen in Oslo fanden im Jahr 2010 statt.

## Holocaust in Norwegen

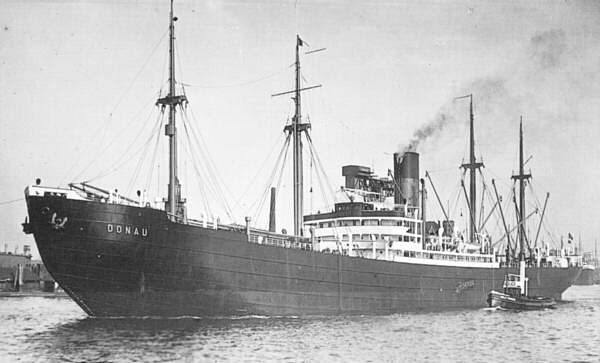
Der Frachter Donau, gebaut 1929, genutzt für die Deportation der jüdischen Norweger im Winter 1942/43

Norwegen war von 9. April 1940 bis 8. Mai 1945 von deutschen Truppen besetzt. Damals befanden sich rund 2.100 jüdische Norweger und Flüchtlinge aus Mitteleuropa im Land. Von diesen konnten sich rund tausend Personen ins neutrale und nicht besetzte Schweden retten. Unmittelbar nach dem Einmarsch deutscher Truppen begannen Hetzkampagnen gegen Juden und die Arisierung in Norwegen. Den Juden im Land wurde Schritt für Schritt all ihr Hab und Gut geraubt. Im Spätherbst 1942 erfolgten die ersten Massenverhaftungen. Am 26. November 1942 wurden von norwegischer Polizei und Gestapo 532 norwegische Juden (302 Männer, 188 Frauen und 42 Kinder) der SS übergeben. Sie gelangten mit einem Frachtschiff der Norddeutschen Lloyd, der Donau, nach Stettin und wurden von dort in das KZ Auschwitz-Birkenau deportiert. 346 von ihnen, darunter alle Frauen und Kinder, wurden unmittelbar nach der Ankunft am 1. Dezember 1942 in den Gaskammern ermordet. 186 Männer überstanden die Selektion und bekamen die Nummern 79064 bis 79249 eintätowiert. Nur neun von ihnen konnten die Shoah überleben. Am 25. Februar wurden weitere 158 Juden mit der Gotenland nach Stettin verschifft und über Berlin nach Auschwitz gebracht. 28 Männer wurden als arbeitsfähig eingestuft, die anderen sofort ermordet. Dies geschah am 3. März 1943.

## Verlegte Stolpersteine
In Gamle Oslo wurden 59 Stolpersteine an neunzehn Adressen verlegt.
| Stolperstein | Übersetzung | Verlegeort                                                                 | Name, Leben                            |
| ------------ | --- | -------------------------------------------------------------------------- | -------------------------------------- |
|              | HIER WOHNTE DAVID BERGMANN GEBOREN 1925 DEPORTIERT 1942 AUSCHWITZ ERMORDET 1.1.1943                                                                                | Sigurds gate 5                                                             | David Bergmann                         |
|              | HIER WOHNTE ELSE MARIE BERGMANN GEBOREN 1922 DEPORTIERT 1942 AUSCHWITZ ERMORDET 1.12.1942                                                                          | Sigurds gate 5                                                             | Else Marie Bergmann                    |
|              | HIER WOHNTE MARTIN BERGMANN GEBOREN 1896 DEPORTIERT 1942 AUSCHWITZ ERMORDET 11.1.1943                                                                              | Sigurds gate 5                                                             | Martin Bergmann                        |
|              | HIER WOHNTE RUTH BERGMANN GEB. FRIDMANN GEBOREN 1895 DEPORTIERT 1942 AUSCHWITZ ERMORDET 1.12.1942                                                                  | Sigurds gate 5                                                             | Ruth Bergmann                          |
|              | HIER WOHNTE SEIKI BERNSTEIN GEBOREN 1886 DEPORTIERT 1942 AUSCHWITZ ERMORDET 1.12.1942                                                                              | Konows gate 1                                                              | Seiki Bernstein                        |
|              | HIER WOHNTE ANNA BODD GEBOREN 1908 DEPORTIERT 1942 AUSCHWITZ ERMORDET 1.12.1942                                                                                    | Lakkegata 15A                                                              | Anna Bodd                              |
|              | HIER WOHNTE BERNHARD BODD GEBOREN 1912 DEPORTIERT 1942 AUSCHWITZ ERMORDET 8.4.1945 AUF EINEM TODESMARSCH                                                           | Lakkegata 15A                                                              | Oskar Bernhard Bodd                    |
|              | HIER WOHNTE JANTA BODD GEB. STIRIS GEBOREN 1902 DEPORTIERT 1942 AUSCHWITZ ERMORDET 1.12.1942                                                                       | Lakkegata 15A                                                              | Janta Bodd                             |
|              | HIER WOHNTE LEISER BODD GEBOREN 1872 DEPORTIERT 1942 AUSCHWITZ ERMORDET 1.12.1942                                                                                  | Lakkegata 15A                                                              | Leiser Wolf Bodd                       |
|              | HIER WOHNTE MORITZ BODD GEBOREN 1903 DEPORTIERT 1942 AUSCHWITZ TODESTAG UNBEKANNT                                                                                  | Lakkegata 15A                                                              | Moritz Meyer Heiman Bodd               |
|              | HIER WOHNTE SOFIE BODD GEBOREN 1913 DEPORTIERT 1942 AUSCHWITZ ERMORDET 1.12.1942                                                                                   | Lakkegata 15A                                                              | Sofie Hanna Bodd                       |
|              | HIER WOHNTE MARIE BOGOMOLNO GEB. KAHAN GEBOREN 1889 DEPORTIERT 1942 AUSCHWITZ ERMORDET 1.12.1942                                                                   | Jens Bjelkes gate 64                                                       | Marie Bogomolno                        |
|              | HIER WOHNTE SALOMON BOGOMOLNO GEBOREN 1891 DEPORTIERT 1942 AUSCHWITZ ERMORDET 1.12.1942                                                                            | Jens Bjelkes gate 64                                                       | Salomon Bogomolno                      |
|              | HIER WOHNTE SALOMON BOGOMOLNO GEBOREN 1926 DEPORTIERT 1942 AUSCHWITZ ERMORDET 1.12.1942                                                                            | Jens Bjelkes gate 64                                                       | Salomon Bogomolno                      |
|              | HIER WOHNTE ALEXANDER KARL CLAES GEBOREN 1904 DEPORTIERT 1942 AUSCHWITZ ERMORDET MÄRZ 1943                                                                         | Brinken 23                                                                 | Alexander Karl Claes                   |
|              | HIER WOHNTE ARVID CLAES GEBOREN 1935 DEPORTIERT 1942 AUSCHWITZ ERMORDET 1.12.1942                                                                                  | Brinken 23                                                                 | Arvid Claes                            |
|              | HIER WOHNTE BERTHA CLAES GEB. KASSAN GEBOREN 1911 DEPORTIERT 1942 AUSCHWITZ ERMORDET 1.12.1942                                                                     | Heimdalsgata 33                                                            | Bertha Claes                           |
|              | HIER WOHNTE DANIEL CLAES GEBOREN 1905 DEPORTIERT 1942 AUSCHWITZ ERMORDET 24.2.1943                                                                                 | Heimdalsgata 33                                                            | Daniel Claes                           |
|              | HIER WOHNTE IDA IRIS CLAES GEBOREN 1930 DEPORTIERT 1942 AUSCHWITZ ERMORDET 1.12.1942                                                                               | Brinken 23                                                                 | Ida Iris Claes                         |
|              | HIER WOHNTE JAN CLAES GEBOREN 1938 DEPORTIERT 1942 AUSCHWITZ ERMORDET 24.2.1942                                                                                    | Heimdalsgata 33                                                            | Jan Claes                              |
|              | HIER WOHNTE RUBIN CLAES GEBOREN 1879 DEPORTIERT 1942 AUSCHWITZ ERMORDET 1.12.1942                                                                                  | Heimdalsgata 38                                                            | Rubin Claes                            |
|              | HIER WOHNTE SOFIE CLAES GEB. SNEIDER GEBOREN 1889 DEPORTIERT 1942 AUSCHWITZ ERMORDET 1.12.1942                                                                     | Heimdalsgata 38                                                            | Sofie Claes                            |
|              | HIER WOHNTE HERMAN DAVID DICKMAN GEBOREN 1910 DEPORTIERT 1942 AUSCHWITZ ERMORDET 16.1.1943                                                                         | Grønlandsleiret 6                                                          | Herman David Dickman                   |
|              | HIER WOHNTE MEYER FISCHEL DICKMAN GEBOREN 1881 DEPORTIERT 1942 AUSCHWITZ ERMORDET 1.12.1942                                                                        | Grønlandsleiret 6                                                          | Meyer Fischel Dickman                  |
|              | HIER WOHNTE JAKOB EIRIS GEBOREN 1920 DEPORTIERT 1942 AUSCHWITZ ERMORDET 11.1.1943                                                                                  | Arups gate 3                                                               | Jakob Eiris (1920–1943)                |
|              | HIER WOHNTE MARIE GANZ GEB. LAHN GEBOREN 1868 DEPORTIERT 1943 AUSCHWITZ ERMORDET 3.3.1943                                                                          | Jens Bjelkes gate 8                                                        | Marie Ganz                             |
|              | HIER ARBEITETE ADOLF GORVITZ GEBOREN 1884 DEPORTIERT 1942 AUSCHWITZ ERMORDET 1.12.1942                                                                             | Arups gate 2                                                               | Adolf Gorvitz                          |
|              | HIER ARBEITETE BJARNE GORVITZ GEBOREN 1925 DEPORTIERT 1942 AUSCHWITZ TODESTAG UNBEKANNT                                                                            | Arups gate 2                                                               | Bjarne Gorvitz                         |
|              | HIER ARBEITETE DAVID GORVITZ GEBOREN 1919 DEPORTIERT 1942 AUSCHWITZ ERMORDET 8.2.1943                                                                              | Arups gate 2                                                               | David Gorvitz                          |
|              | IN BEKKELAGSHØGDA LEBTE EDEL GORVITZ GEBOREN 1928 DEPORTIERT 1942 AUSCHWITZ ERMORDET 1.12.1942                                                                     | Arups gate 2                                                               | Edel Gorvitz                           |
|              | HIER ARBEITETE ELIAS GORVITZ GEBOREN 1911 DEPORTIERT 1942 AUSCHWITZ ERMORDET 17.4.1943                                                                             | Arups gate 2                                                               | Elias Gorvitz                          |
|              | IN BEKKELAGSHØGDA LEBTE ESTER GORVITZ GEBOREN 1923 DEPORTIERT 1942 AUSCHWITZ ERMORDET 1.12.1942                                                                    | Arups gate 2                                                               | Ester Gorvitz                          |
|              | HIER ARBEITETE HERMAN GORVITZ GEBOREN 1922 DEPORTIERT 1942 AUSCHWITZ TODESTAG UNBEKANNT                                                                            | Arups gate 2                                                               | Herman Gorvitz                         |
|              | IN BEKKELAGSHØGDA LEBTE IDA GORVITZ GEB. ROTTMANN GEBOREN 1916 DEPORTIERT 1942 AUSCHWITZ ERMORDET 1.12.1942                                                        | Arups gate 2                                                               | Ida Gorvitz                            |
|              | HIER ARBEITETE LEOPOLD GORVITZ GEBOREN 1915 DEPORTIERT 1942 AUSCHWITZ ERMORDET MÄRZ 1943                                                                           | Arups gate 2                                                               | Leopold Gorvitz                        |
|              | IN BEKKELAGSHØGDA LEBTE LINA GORVITZ GEB. BARKAN GEBOREN 1887 DEPORTIERT 1942 AUSCHWITZ ERMORDET 1.12.1942                                                         | Arups gate 2                                                               | Lina Gorvitz                           |
|              | HIER WOHNTE BENNO HURWITZ GEBOREN 1932 DEPORTIERT 1942 AUSCHWITZ ERMORDET 1.12.1942                                                                                | Jens Bjelkes gate 62B                                                      | Benno Hurwitz                          |
|              | HIER WOHNTE MARIE HURWITZ GEB. LIBOWITZ GEBOREN 1911 DEPORTIERT 1942 AUSCHWITZ ERMORDET 1.12.1942                                                                  | Jens Bjelkes gate 62B                                                      | Marie Hurwitz                          |
|              | HIER WOHNTE SALOMON HURWITZ GEBOREN 1910 DEPORTIERT 1942 AUSCHWITZ TODESDATUM UNBEKANNT                                                                            | Jens Bjelkes gate 62B                                                      | Salomon Hurwitz                        |
|              | HIER WOHNTE CHARLES ABRAHAM KERMANN GEBOREN 1916 DEPORTERT 1942 AUSCHWITZ DREPT 14.1.1943                                                                          | Jens Bjelkes gate 62B                                                      | Charles Abraham Kermann                |
|              | HIER WOHNTE DAVID LIBOWITZ GEBOREN 1886 DEPORTIERT 1942 AUSCHWITZ ERMORDET 1.12.1942                                                                               | Grønlandsleiret 47b                                                        | David Libowitz                         |
|              | HIER WOHNTE OTTAR LIE GEBOREN 1896 AKTIV IM WIDERSTANDSKAMPF VERHAFTET 30.10.1942 EINGESPERRT UND GEFOLTERT VICTORIA TERRASSE GRINI ERSCHOSSEN IN TRANDUM 1.3.1943 | Skedsmogata 18 (an der Treppe in Normannsgata gegenüber der Kampen-Schule) | Ottar Lie                              |
|              | HIER WOHNTE JOSEF MINSTER GEBOREN 1916 DEPORTIERT 1942 AUSCHWITZ TODESTAG UNBEKANNT                                                                                | Kolstadgata 3                                                              | Josef Minster                          |
|              | HIER WOHNTE MINA MINSTER GEBOREN 1893 DEPORTIERT 1942 AUSCHWITZ ERMORDET 1.12.1942                                                                                 | Kolstadgata 3                                                              | Mina Minster                           |
|              | HIER WOHNTE BEN ABRAHAM MORITZ GEBOREN 1911 DEPORTIERT 1942 AUSCHWITZ ERMORDET 13.1.1943                                                                           | Grønlandsleiret 20                                                         | Ben Abraham Moritz (1911–1943)         |
|              | HIER WOHNTE ESTER DORA MORITZ GEBOREN 1909 DEPORTIERT 1942 AUSCHWITZ ERMORDET 1.12.1942                                                                            | Grønlandsleiret 20                                                         | Ester Dora Moritz (1909–1942)          |
|              | HIER WOHNTE RAKEL MORITZ GEB. REMANN GEBOREN 1878 DEPORTIERT 1942 AUSCHWITZ ERMORDET 1.12.1942                                                                     | Grønlandsleiret 20                                                         | Rakel Moritz (1878–1942)               |
|              | HIER WOHNTE SARA TORA MORITZ GEBOREN 1904 DEPORTIERT 1942 AUSCHWITZ ERMORDET 1.12.1942                                                                             | Grønlandsleiret 20                                                         | Sara Tora Moritz (1904–1942)           |
|              | HIER WOHNTE EDITH RAPHAEL GEB. HEUMANN GEBOREN 1906 DEPORTIERT 1942 AUSCHWITZ ERMORDET 3.3.1943                                                                    | Lakkegata 17                                                               | Edith Raphael (1906–1943) geb. Heumann |
|              | BEI ØKERN WOHNTE MOLLY AMALIE RUBINSTEIN GEBOREN 1913 DEPORTIERT 1942 AUSCHWITZ ERMORDET 1.12.1942                                                                 | Tøyengata 5                                                                | Molly Amalie Rubinstein                |
|              | HIER ARBEITETE OSKAR RUBINSTEIN GEBOREN 1885 DEPORTIERT 1942 AUSCHWITZ ERMORDET 1.12.1942                                                                          | Tøyengata 5                                                                | Oskar Rubinstein                       |
|              | BEI ØKERN WOHNTE ROSA RUBINSTEIN GEB. DSENSELSKY GEBOREN 1889 DEPORTIERT 1942 AUSCHWITZ ERMORDET 1.12.1942                                                         | Tøyengata 5                                                                | Rosa Rubinstein                        |
|              | BEI ØKERN WOHNTE VICTOR RUBINSTEIN GEBOREN 1922 DEPORTIERT 1942 AUSCHWITZ ERMORDET 23.12.1942                                                                      | Tøyengata 5                                                                | Viktor Rubinstein                      |
|              | HIER WOHNTE HERMAN SCHULMANN GEBOREN 1917 DEPORTIERT 1942 AUSCHWITZ ERMORDET                                                                                       | Jens Bjelkes gate 64                                                       | Herman Schulmann                       |
|              | HIER WOHNTE JENNY ANNE SCHULMANN GEBOREN 1920 DEPORTIERT 1942 AUSCHWITZ ERMORDET 1.12.1942                                                                         | Jens Bjelkes gate 64                                                       | Jenny Anne Schulmann                   |
|              | HIER WOHNTE JOHNY MORITZ WAINER GEBOREN 1920 DEPORTIERT 1942 AUSCHWITZ ERMORDET 23.1.1943                                                                          | Kjølberggata 11                                                            | Johny Moritz Wainer                    |
|              | HIER WOHNTE LINA RAKEL WAINER GEB. HURWITZ GEBOREN 1895 DEPORTIERT 1942 AUSCHWITZ ERMORDET 1.12.1942                                                               | Kjølberggata 11                                                            | Lina Rakel Wainer                      |
|              | HIER WOHNTE NATHAN SALOMON WAINER GEBOREN 1893 DEPORTIERT 1943 AUSCHWITZ ERMORDET 11.4.1943                                                                        | Kjølberggata 11                                                            | Nathan Salomon Wainer                  |
|              | HIER WOHNTE PAULI ANNA WAINER GEBOREN 1925 DEPORTIERT 1942 AUSCHWITZ ERMORDET 1.12.1942                                                                            | Kjølberggata 11                                                            | Pauli Anna Wainer                      |

## Verlegedaten

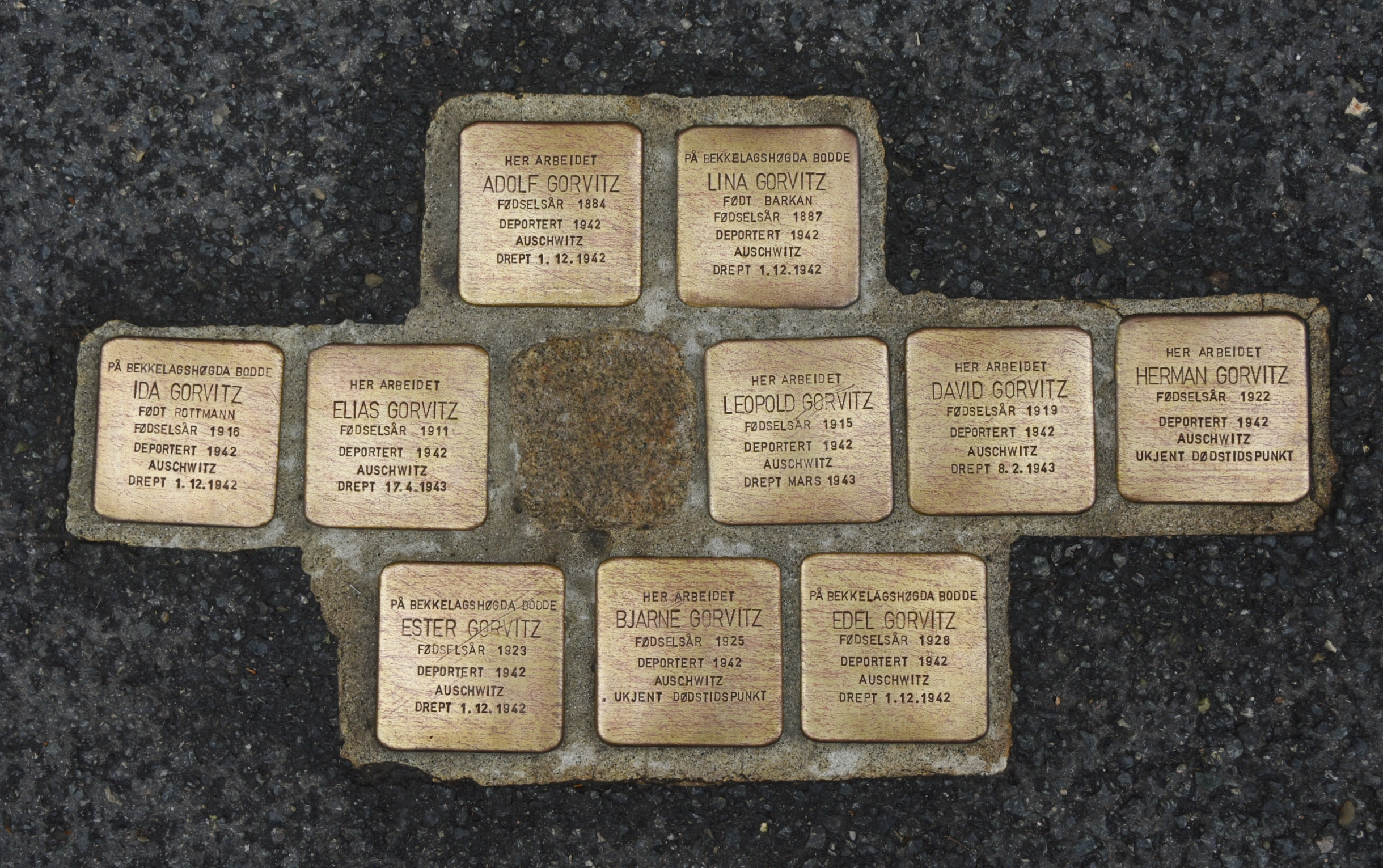
Stolpersteine für zehn ermordete Mitglieder der Familie Gorvitz

- 23. August 2017: Jens Bjelkes gate 62B